# Золотухин, Анатолий Петрович
Анатолий Петрович Золотухин (род. 18 сентября 1944 года, Липецк, РСФСР, СССР) — советский и российский сценограф

, член-корреспондент Российской академии художеств (2001).

## Биография
Родился 18 сентября 1944 года в Липецке, живёт и работает в Красноярске.
В 1966 году — окончил театрально-декорационное отделение Алма-Атинского художественного училища имени Н. В. Гоголя, мастерская В. С. Семизорова.
С 1966 года — член Союза театральных деятелей.
С 1970 по 1975 годы — главный художник Павлодарского областного театра драмы им. А. П. Чехова. За время работы подготовил примерно 30 спектаклей.
С 1987 по 2004 годы — секретарь Союза художников России.
С 1988 по 2004 годы — председатель Уставной комиссии Союза художников России.
С 1986 по 2002 годы — председатель Красноярского отделения Союза художников России.
С 2004 по 2008 годы — заместитель председателя Регионального отделения Урала, Сибири и Дальнего Востока Российской Академии художеств по научно-административной работе.
В 2001 году — избран членом-корреспондентом Российской академии художеств от Отделения Урал, Сибирь и Дальний Восток.

## Творческая деятельность
Основные произведения, выполненные в дереве: Игрушки-каталки: «Конь-огонь» (1993 г.); «Кот-Котофеич» (1995 г.); «Собак-Собакевич» (1995 г.); «Дракончик» (2011 г.); «Клоун» (2011 г.); «Троянский конь» (2011 г.); . Кинетические композиции «Ковчег» (1995 г.) и «Древо, творческая дача на Бирюсе» (2006—2012 гг.); Многофигурная игровая композиция «Раешник» (1995 г.).
Сценография к 87 спектаклям в городах России и Казахстана, среди которых: «Город на заре» (Павлодарский областной драматический театр им. А. П. Чехова, 1966 г.), «Бешеные деньги» (Павлодарский областной драматический театр им. А. П. Чехова, 1971 г.), «Затюканный апостол» (Павлодарский областной драматический театр им. А. П. Чехова, 1972 г.), «97» (Красноярский драматический театр им. А. С. Пушкина, 1976 г.), «Эшелон» (Хакасский областной музыкально-драматический театр, Абакан).
Декоративно-прикладные и графические произведения находятся в музейных собраниях российских городов, в Красноярском краевом театре кукол, Красноярском краевом Дворце пионеров, музее детской игрушки города Юрги, а также в частных коллекциях России и зарубежья.

## Награды
- Заслуженный художник Российской Федерации (12 сентября 1994) — за заслуги в области декоративно-прикладного искусства[3]